# Soglia di Espartel
La Spartel o soglia di Espartel è una barriera sottomarina che separa il Mar Mediterraneo dall'Oceano Atlantico. Questa soglia è il secondo passaggio, più superficiale, del fondo marino tra Penisola iberica e Africa. Si trova vicino allo Stretto di Gibilterra e alla Soglia di Gibilterra, alle coordinate di 35°55′N 5°47′W, a una profondità di 300 metri circa. Le acque profonde, salate e dense del Mediterraneo devono salire fino a quella profondità quando fluiscono verso l'Atlantico.
Durante la seconda guerra mondiale, l'area fu teatro di un'intensa battaglia sottomarina, e diversi sommergibili giacciono sui fondali circostanti.